# ルパン三世 DEAD OR ALIVE
『ルパン三世 DEAD OR ALIVE』（ルパンさんせい デッド・オア・アライブ）は、1996年4月20日に公開されたモンキー・パンチ原作のアニメ『ルパン三世』の劇場版第5作。キャッチコピーは「脱獄不可能 この島から、生きて戻れた者はいない。」「生き残るのは、誰だ?」「大胆不敵 痛快無比 空前絶後のスケールまでの劇場最新作!」。

## 概要
本作品は、原作者であるモンキー・パンチがシリーズ史上初めて監督を担当した作品でもある。また、石川五ェ門役の井上真樹夫、峰不二子役の増山江威子、銭形警部役の納谷悟朗の3名は、本作公開15年後の2011年に行われた大掛かりな主要キャスト変更で交代したため、それぞれの役を演じた最後の劇場映画作品となった。
他の映画やTVシリーズと比較して、作風は比較的原作に近いものとなっている。銭形警部は原作に合わせそれまでより切れ者として扱われている他、ルパンたちも他人の事件に巻き込まれ受動的な行動をする作品が多くなっていたため、本作では能動的に行動する場面が増えている。また、モンキーは『ルパン三世 カリオストロの城』以降、女性や子供に優しいルパン像ができワイルドな感じや危険性をハラんでいるようなニュアンスが消えていることを指摘し、そこを本来の姿に戻したという。
ルパンの服装のカラーリングは赤のジャケットと黒いシャツに黄色のネクタイ、白いズボンという『ルパンVS複製人間』に近い組み合わせだった。
サブタイトルの直訳は「死んでいる、それとも、生きている」だが、これは近代以前の指名手配の触れ書きなどに見られた「生死を問わず」という意味、すなわち捕縛の際に殺してもかまわないとする荒っぽい刑事行政のそれである。これは作中における、ルパンに対する「生死を問わず」という指名手配を直接には示唆しているが、裏の意味は直訳のまま「死んでいるのか? 生きているのか?」であり、劇中のズフ王国の王子パニシュの正体に関する暗示になっている。
特報映像は「ルパン三世のテーマ'78」をバックにパイロットフィルムを本作の絵柄でリメイクしたものとなっている。
それまでシリーズの音楽を担当してきた大野雄二は、初代ルパン三世の声優の山田康雄の死去やライブ活動の多忙を理由に、本作および同年の『ルパン三世 トワイライト☆ジェミニの秘密』を降板した（ただし「ルパン三世のテーマ」は使用されており、スタッフクレジットにも名を連ねている）。代わって根岸貴幸がこの2作の音楽を担当している。
スタッフには人気漫画家で構成された「モンキー・パンチ応援団」が名を連ねており（後述）、応援団の主要キャラクターがモブキャラクターとして本編内に登場している。

### 制作
監督は当初、鈴木清順や岡本喜八にオファーがあったものの、両者ともスケジュールの都合で辞退したため、最終的にモンキー・パンチが務めることとなった。モンキーは、アニメ版『ルパン三世』に関しては様々な人の作ったルパンを見ることが好きで、（自分が監督するよりも）岡本喜八に頼みたかったと、のちに語っている。その一方でアニメをやりたい気持ちもあり、生前の手塚治虫にアニメ制作を勧められていたことも思い出したことから、「これを逃したら二度と（チャンスは）来ないんじゃないか」と考え引き受けたと述べている。
監督として製作に参加したモンキーだが、普段のテレビシリーズは脚本のチェックにのみ関わっており、実制作に関しては素人だったため、実際の現場はアニメーション監督の矢野博之が統括し、脚本の柏原寛司らが原作者のパンチをアシストしそのアイデアを活かすかに神経を使ったという。
モンキーは本作のプロットの提供、それを基に柏原の起こした脚本の監修、漂流島などの設定やキャラクターデザイン（ゲスト含む）の原案、一部シーンの演出を担当。ただし、演出では「ルパンが敵を後ろから刺す」というシーンを提案したところ、スタッフに「ルパンはそんなキャラではない」と原作者にもかかわらず却下されてしまったというエピソードがある。モンキーは公開後、漫画とアニメでは演出など作り方が異なるため苦労したことを何度か語っていた。
オーリエンダーの恋人であるパニシュについて、劇中では処刑済でオーリの前に現れるのはルパンの変装である。これは本編の中心がオーリとパニシュの物語になってしまうと懸念した柏原がルパンの変装ということにしてルパンとオーリの物語に変更したという。2020年の取材を受けた際に改めて本編を鑑賞したという柏原は「良く出来ていた」と語っていた。

## あらすじ
ズフ国は国王と王子パニシュが殺害されて以来、首狩り将軍による独裁政権が敷かれていた。将軍は国王が漂流島に隠したといわれる財宝を狙っていたが、今まで軍隊をもってしてもその財宝を手に入れられなかった。無数の白骨が転がるこの島にルパンたちも足を踏み入れたが、島に備えられた驚異的な防御システムを前に撤退を余儀なくされたのだった。
この島の防御システムの正体は何なのか。ルパンたちはその鍵を握るとされる将軍の娘エメラに接近するが、銭形が仕掛けたおとり作戦にはまってしまい、アジトを将軍の軍隊に急襲される。そしてエメラの囮となってルパンのアジトに潜入した女性工作員オーリエンダーはルパンたちから奇妙な話を聞かされる。将軍に殺されたはずのパニシュ王子を街で見たというのである。王子に対して特別な感情を抱くオーリエンダーは彼を求めて街へ繰り出す。同時期ルパンには100万ドルの懸賞金が懸けられ、銭形やズフ国家警察長官クライシスだけでなく、賞金稼ぎにも追われる身となる。そして物語は王子の出現に伴うズフ国の動揺とルパンの仕事とが並行して展開していく。

## 登場人物

### メインキャラクター
ルパン三世
声 - 栗田貫一
かの名高き怪盗アルセーヌ・ルパンの孫で、自らも世界的な大怪盗かつ変装の達人。
次元大介
声 - 小林清志
コンバットマグナムを使う射撃の名手でルパンの相棒。
石川五ェ門
声 - 井上真樹夫
古の大泥棒・石川五ェ門の十三代目。最強の刀「斬鉄剣」を使う居合い抜きの達人。
峰不二子
声 - 増山江威子
ルパン一味の紅一点で、付かず離れずの存在。時にはルパンたちを利用したり、裏切ったりすることも多い。
銭形警部
声 - 納谷悟朗
ルパン一味を追うICPOの捜査官。ルパン専任捜査官であるため、ルパンに関係する事件なら世界中どこでも捜査権が認められている。

### ゲストキャラクター
オーリエンダー
声 - 高山みなみ
本作のキーパーソンでゲストヒロイン。ズフ国家警察の秘密工作員で、通称「オーリ」。エメラ（後述）と入れ替わり、ルパンを欺いた。
前国王の息子パニシュと恋仲で、首から下げたペンダントにはパニシュの写真を忍ばせているが、パニシュと再会するまでは首狩り将軍に騙されており、国王がパニシュを殺し首狩り将軍がその仇を討ったと信じていたが、パニシュと再会後は彼が率いるレジスタンスに協力して二重スパイとなった。
タバコが嫌いで、非喫煙者のパニシュからタバコの匂いがしたことから、パニシュの正体が実はルパンだと気付いており、最後は前を向いて生きるべく、パニシュとの思い出の詰まったペンダントを自ら笑顔で投げ捨てた。
「オーリエンダー」という名は、美しい花だが猛毒を持つ植物「夾竹桃」の英名でもあり、フランスの花言葉では「美と善良」を、イギリスの花言葉では「危険と注意」を、それぞれ意味する。
パニシュ
声 - 古谷徹
本作のキーパーソン。ズフ国王の息子で、ズフの元王子。
本作の2年前に軍事クーデターでの失脚後、首狩り将軍の命令を受けたクライシスに処刑されたかに見えたが、電波ジャックをした際に、殺害されたのは自分の影武者であり、密かに生き延びていた自身は2年間で結成したレジスタンスを率い首狩り将軍に対抗することを宣言する。すでに死んだとされている現在においても、国民の中では高い人望とカリスマを持っており、電波ジャック時には民衆による大歓声が上がったほどである。また、国王の継承者である彼自身が、漂流島の財宝を手にする鍵となっていた。
正体はルパン（一度だけ次元）の変装で、パニシュがクライシスによって処刑されたのは事実であった。オーリエンダーはキスをした際、非喫煙者にもかかわらずタバコの匂いがしたことから、パニシュが偽者であると気付いていた。
首狩り将軍
声 - 銀河万丈
ズフ国の現統治者。本名は不明。残忍非道な性格で、部下でも役立たずと見なせば容赦なく首を刎ねて殺害することから上記の通称で恐れられている。
様々なナイフをコレクションしており、特に普段から腰に携えている二振りのナイフはフィーラやルパンのワルサーまでも容易に切断する切れ味を誇り、着用している衣服や靴には仕込み刃まである。ナイフ使いの達人であるうえに、かなりの巨漢でありながらルパンや五ェ門に匹敵する化け物染みた身体能力の持ち主。
その正体は、国王に作られたナノマシンによって身体が構成された、かりそめの存在（アンドロイド）。漂流島のナノマシンと違い、人間と変わらない知能と意思を持ち、体温があり飲食もできる。元は国王の側近であったが、漂流島の財宝であるナノマシンを軍事利用するという考えを国王に否定されたため、2年前に軍事クーデターを起こして国王を殺害。さらにクライシスにパニシュを処刑させて政権を掌握し、独裁体制を敷いていた。
オーリエンダーを尋問した際、彼女の「パニシュは漂流島にいる」という証言でクライシスと共にオーリエンダーを連れて漂流島に向かうも、ナノマシンの制御装置がある最深部の扉の前でオーリエンダーから首狩り将軍やクライシスを宮殿から遠ざけるために嘘を言ったことを明かされ、騙されたことに激怒して彼女を殺害しようとした寸前にナノマシンが起動して3人に襲いかかったため中断。直後現れたパニシュによりナノマシンが攻撃を中止した後、彼に扉を開かせ、制御装置の前で自分が国王を殺害した理由を明かした。ナノマシンを使ってレジスタンスを壊滅、そして国王に否定された軍事利用の目的を果たすため、用済みとなったオーリエンダーをクライシスに殺させようとしたがパニシュに防がれ、さらにパニシュが実は変装したルパンであることが発覚した直後、変装が解けたと同時にパニシュが消えたことを感知したナノマシンの一斉攻撃により目論見は失敗。逆上してルパンに襲いかかり交戦し、その最中ルパンがフィーラに捕縛されたのに乗じて彼に止めを刺そうとするが、不二子が制御装置に緊急制御プログラムを入力したことでナノマシンが崩壊した隙に取り逃がし、ブーメラン型に変形するナイフで執拗にルパンを狙うが、ナノマシンの切れ込みに銃弾を入れた即席の銃で額を撃ち抜かれ、機能を停止したナノマシンの残骸と共に姿を消した。その後、執念でルパンたちのアジトに乗り込みナノマシンの槍でルパンを殺害しようとしたが、彼と次元、不二子の一斉射撃を受け、さらにこの時ナノマシンの制御装置である端末が破損した影響で動きが鈍くなったところを五ェ門に斬鉄剣で真っ二つにされ、ナノマシンの素材である金に戻った。
なお、自身がナノマシンであることは最期まで気付かないままであった。
クライシス
声 - 野沢那智
ズフ国の国家警察長官で、首狩り将軍の右腕。
長身痩躯で色白の肌をしており、銀色の頭髪が特徴。切れ長の眼から冷酷さが窺え、邪魔者は容赦なく消す。
首狩り将軍の軍隊の指揮権も持ち、2年前に軍事クーデターでパニシュを処刑した張本人でもある。
かつて自分が殺したパニシュと恋仲だったオーリエンダーを工作員に採用したが、後にパニシュが生きていたこと、さらにオーリエンダーが裏切っていたことを知り激しく動揺する。
最期は首狩り将軍とオーリエンダーと共に漂流島に乗り込むが、足枷状の捕具に変形したフィーラに片足を拘束されて身動きがとれなくなったところを、ハルバードに変形した別のフィーラに身体を真っ二つにされ、多数のフィーラに滅多刺しにされるという無残な死を遂げた。
エメラ
声 - 横山智佐
「将軍の娘」というのは表向きで、実は「漂流島」の全警備システムを作り上げた科学者ボルトスキーの娘。
父親が首狩り将軍に殺される寸前に「漂流島に入る鍵は娘が生きていること」と嘘を言ったため処刑を免れ、将軍の城に軟禁状態になっていた。城に潜入した不二子と後述の脱獄した受刑者の一人の手引きで脱出する。
スパンキー
声 - 千葉繁
ズフ国王の元側近。
冒頭で「漂流島」の秘密を得るため、ルパンによって死刑囚として収監されていた刑務所を脱獄させられ、ルパンたちに「漂流島」がナノマシンに守られていることを伝える。脱獄後はタガが外れたのか専ら酒を飲んで酔っ払っていたため、オーリエンダーの店にてルパンに「人生に酔い過ぎなんだよ」と呆れられる。
3人の受刑者
刑務所で死刑囚として収監されていた3人の受刑者たち。頭に赤いヘアバンドを巻いた男、モヒカンヘアーの男、ボサボサ頭で長身の男の3人。
ルパンによってスパンキーと共に刑務所を脱獄させられた。脱獄後はルパンたちに協力しており、ヘアバンドの男は不二子と共にエメラの脱出の手助け、モヒカンヘアーの男と長身の男はレジスタンスに加わって王宮を攻めていた。
修理工
ルパンにヘリを貸した修理工の男。
エメラが漂流島と深い関わりを持っていること、彼女が父親から逃げたがっていることをルパンに伝えた。
その見返りとして、ルパンから特性のブイ（中から小型飛行機が飛び出す）とアドバルーン（エメラ誘拐の予告に使用した他、脱出用のホバークラフトを内蔵）の注文を受けた。
不二子の対戦相手
エメラの守り役を決めるトーナメントで不二子と対戦した、男っぽい顔つきと筋骨隆々な大柄な体格の女。
腕っぷしに自信があり、入場した不二子に対し「そんな華奢な体で、あたしに勝てると思ってんの?」と挑発した。
一時的に押されたが徐々に追い詰めていき、両胸に仕込まれたニードルで止めを刺そうとしたが、頭上に上げられていた旗で視界を塞がれた挙げ句、首をロープで絞められて卒倒し、そのまま担架で運ばれた。
チンピラコンビ
パニシュを探し求めて街を彷徨っていたオーリエンダーに、冷やかしながら絡んできたスラム街のチンピラ二人組。
スキンヘッドにサングラスの巨漢は大蛇を巻き付けており、相方は糸目で逆立てた金髪混じりの赤毛に、牙のように長い八重歯が特徴。
人探しに手を貸そうと言い寄る巨漢を無視して立ち去ろうとしたオーリエンダーに対し、もう一人が背後から彼女に抱きついたが、右腕を折られて押し倒され、それに逆上した巨漢は背後から彼女を羽交い締めにして痛め付けようとするが、ヒールの踵部分で太ももを突き立てられて怯んだところを足払いを受けて倒されるという手痛い返り討ちに遭った。
直後に防犯ブザーのようなものを鳴らし、仲間と思しき数人のチンピラを呼び寄せたようだが、結局彼女には逃げ切られてしまった。
ブラック、シルバー
懸賞金100万ドルが懸けられたルパンの殺害のためにズフ国にやって来た賞金稼ぎ2人組。
防弾仕様の黒いコートに帽子を被った大柄な男がブラック、白いコートに逆立てた白髪が特徴の細面の男が相方のシルバー。
夜の街でルパンを尾行し、シルバーは背後からショットガンで射殺を試みたが、頭上にいた野良猫に落とされたネズミが服の中に入ったことに驚いた拍子に暴発させ、ルパンに蹴りを顔面に食らって倒される。直後にブラックはルパンと激しく撃ち合うが、後述の女性バイカーのバイクを使った、唯一無防備な顔面への体当たりで返り討ちに遭い倒された。
女性バイカー
ルパンがブラックとの戦闘の最中に偶然バイクで通りかかったところを無理矢理協力させられた。実はルパンを狙ってズフ国にやって来た賞金稼ぎの一人で、ルパンがバイクの前輪による体当たりでブラックを返り討ちにした後に自分の正体を明かし、工事現場跡でバイクごと転落死させようとしたが、銭形に阻止されて失敗。その場で鉄骨に縛りつけられて放置された。
情報屋
表向きは大道芸の手品師を装っている情報屋の男。クライシスの依頼で情報網や張り込みを駆使して密かに協力しており、クライシスによってルパンに懸賞金が懸けられて賞金稼ぎが続々と集まってきたことや、オーリエンダーを監視し彼女が二重スパイとなってパニシュと通じていたことを突き止めて密告したりなどした。

#### モンキー・パンチ応援団
11名の漫画家と1つの漫画団体から成り、11名の漫画家たちの自筆キャラクターが隠しキャラとして本編中に登場している。本作スタッフロール中に50音順表記が確認できる。
|     | 漫画家         | 登場時間 | 登場キャラクター     | 登場場所                                                          |
| --- | -------------- | -------- | -------------------- | ----------------------------------------------------------------- |
| 01. | いがらしゆみこ | 45分頃   | キャンディ           | TVを覗いて頷き合っている子どもたちの最後列金髪女子2人のうち右側。 |
| 02. | 石ノ森章太郎   | 46分頃   | サイボーグ009        | 首狩り将軍のマルチモニタ内。                                      |
| 03. | 里中満智子     | 19分頃   | 自画像               | 右側のゴザに座っている犬を抱いた女子。                            |
| 04. | 竹中恵美子     | 45分頃   | 自画像               | TVを覗いて頷き合っている子どもたちの最後列金髪女子2人のうち左側。 |
| 05. | ちばてつや     | 69分頃   | 上杉鉄兵             | 窓から身を乗り出して見上げる黒髪少年。                            |
| 06. | 寺沢武一       | 46分頃   | コブラ               | 首狩り将軍のマルチモニタ内。                                      |
| 07. | 永井豪         | 37分頃   | シャーヤッコホームズ | 帽子を被って虫眼鏡を持った老人男性。                              |
| 08. | 弘兼憲史       | 69分頃   | 窓際課長ヒマ耕作     | 新聞紙を右手に持つ黒髪の中年男性。                                |
| 09. | 北条司         | 19分頃   | 自筆キャラ           | 体育座りで見上げる帽子女性。                                      |
| 10. | 水島新司       | 45分頃   | 岩鬼正美             | 店の窓の外からTVを覗いている学生服の人物。                        |
| 11. | 矢口高雄       | 46分頃   | 釣りキチ三平         | 首狩り将軍のマルチモニタ内。                                      |
| 12. | マンガジャパン | なし     | なし                 | なし                                                              |

## 作中用語
ズフ国
劇中の舞台になった国。支配者となっている首狩り将軍の意向による極端なまでの軍拡路線を布いている軍事独裁国家で、スラム化に伴った食料不足と物価高騰が原因で民衆の心は荒み、日常的に口論や盗難が発生するほどに市民生活は困窮しており、昼は主に孤児による盗難、夜は浮浪者やゴロツキが百鬼夜行の如く集う無法地帯となっているなど、治安は非常に悪い。王宮の近くにある都市は既に無人で荒廃し闘いの傷跡が残っており、戦車などの残骸が散乱している。
かつてはナノマシンを研究・実用化するなど、科学力の進んだ王国だったが、2年前に首狩り将軍が軍事クーデターを起こして国王と王子を暗殺し元首に就任した。そのため、現在のこの国の実態はテロリストに乗っ取られているに等しい状況にある。
最終的にルパンが成り済ましたパニシュが指導者となっているレジスタンス組織によって軍事独裁政権は崩壊。指導者の首狩り将軍や腹心のクライシスも死亡した結果、王国は解放されることになった。
首狩り
2年前の軍事クーデター以降、ズフ王国の実権を握り支配している軍事独裁政権。トップに君臨する冷酷無比な将軍が、反逆者を容赦なく首を刎ねて処刑することから、「首狩り」と呼ばれるようになった。国民の多くは、将軍の恐怖政治を受け入れてしまっており、軍人や警察官たちも快楽のみを追い求め堕落しきっていたが、終盤にレジスタンスによって打倒され、政権は崩壊した。
漂流島
ズフ王国の沖にあるドーナッツ状の孤島。湖になっている島の中心部に黄色い丘とナノマシン研究所を乗せた巨大空母がある。ズフの前国王がこの島全体を財宝の貯蔵庫とし、莫大な財宝を隠したとされている。普段は静かな島であるが、ナノマシンによる完璧な防衛システムにより、侵入者を感知すると島のいたるところから自在槍「フィーラ」を出して侵入者を攻撃・排除する。島には大量の兵士の亡骸や大破した戦車などが散乱しており、軍隊ですらこの島に長く滞在することはない。
ナノマシン
漂流島の防衛システムを構成する、1ナノメートルという超微小サイズの精密機械。漂流島への侵入者を感知すると、あらゆる場所からナノマシンで構成された自在槍「フィーラ」が侵入者に襲い掛かる仕掛けになっている。このフィーラは次元のマグナム弾ですら傷つかない強固な外装と、壊されても瞬時に修復する自己修理機能を備えているため事実上無敵であり、さらに動力源は太陽光であるため、半永久的に動作可能。
漂流島の空母の最深部に制御装置と専用の端末があり、これにアクセスすれば誰でもナノマシンを自由に操ることができる。ナノマシンの材料には金を原子レベルで変化させた物が使われており、専用端末を通じて制御装置に緊急制御プログラムを入力することで元の金に戻るため、このナノマシンに使われた大量の金こそが漂流島の財宝の正体である。尚、この財宝とナノマシンは前国王が自身の息子にして後継者であるパニシュに残したものであるため、パニシュにだけはフィーラが襲い掛からず、彼が漂流島にいる限りは全てのフィーラ自体が作動しないようプログラムされている。更に、オーリエンダーが普段身につけているペンダントは、実は最深部に入るための扉のロックを解除するための鍵であった。

## 登場兵器
ワルサーP38
ルパンが使用。
S&W M27
序盤で次元が使用。襲ってきたナノマシンに対して発砲するも全く効果が無かった。
H&K HK69
終盤でナノマシンに対処するため次元が使用。
レミントンM31
不二子が使用。ソードオフモデル。
M1911A1
銭形警部が使用。大衆食堂で警官の銃を撃ち落とした。
モスバーグM500
ルパンの命を狙ったシルバーが使用。
デザートイーグル
ルパンの命を狙ったブラックが使用。
スタームルガーMkI
クライシスが使用。ゴールドメッキ。
56式自動歩槍
首狩り将軍の軍隊およびレジスタンスが使用。
RPG-7
序盤で刑務所から逃走する際にルパンが使用した他、首狩り将軍の軍隊がルパンのアジトを攻撃する時に、レジスタンスが防空レーダー、対空ミサイルなどの設備を破壊する際に使用している。
H&K MP5A4
首狩り将軍の軍隊が使用。
RGD-33手榴弾
首狩り将軍の軍隊が使用。
マカロフ
国家警察の警官が所持。
DShK38重機関銃
ズフ国軍のジープや警備艇に搭載。
AMX-30 AuF1 155mm自走榴弾砲
ズフ国軍が使用。ゲリラによる大統領宮殿襲撃のシーンで登場。
T-72
ズフ国軍が使用。空港のシーンと大統領宮殿襲撃のシーンで登場。
Mi-28
ズフ国軍が使用。空港のシーンと山荘の空爆シーンで登場。
BM-21
ズフ国軍が使用。大統領宮殿襲撃のシーンで登場。
ズフ国軍のトラック
ズフ国軍が使用するトラック。
ズフ国軍のジープ
ズフ国軍が使用するジープ。
74式戦車
空港のシーンで登場。ただし、クライシス曰く「似ているだけ」とのこと。
Ка-25
冒頭の追跡シーンと山荘への空爆シーンで登場。ナパーム弾を使ってルパンたちを攻撃する。
シコルスキー S-61
大統領宮殿からの逃亡の際に首狩りが使用。

## 声の出演
- ルパン三世 - 栗田貫一
- 次元大介 - 小林清志
- 石川五ェ門 - 井上真樹夫
- 峰不二子 - 増山江威子
- 銭形警部 - 納谷悟朗
- 首狩り将軍 - 銀河万丈
- オーリエンダー - 高山みなみ
- クライシス - 野沢那智
- パニシュ - 古谷徹
- エメラ - 横山智佐
- スパンキー - 千葉繁
- 渡辺美佐
- 辻村真人
- 緒方賢一
- 西川幾雄
- 茶風林
- 大友龍三郎
- 小形満
- くじら
- 入江崇史
- 石黒久也
- 水内清光
- 浅沼喜久子
- 濱百合亜
- 小倉淳（NTV）

## スタッフ
- 原作・監督 - モンキー・パンチ（双葉社・中央公論社刊）
- 企画 - 武井英彦
- 製作総指揮 - 漆戸靖治
- 脚本 - 柏原寛司
- 絵コンテ・演出 - 矢野博之、川越淳、篠原俊哉、日巻裕二
- アニメーション監督 - 矢野博之
- 音楽 - 根岸貴幸
- メインテーマ - 大野雄二
- 音楽監督 - 鈴木清司
- 録音監督 - 加藤敏
- 撮影監督 - 長谷川肇
- 作画監督 - 村田雅彦、瀬尾康弘、菖蒲隆彦、佐々木守
- 作画補佐 - 山口晋、田村一彦、山田起生、梅原隆弘
- 原画 - 前田実、梅津泰臣、木村貴宏、木下ゆうき、白土武、金沢比呂司、山本佐和子、武田政次、西村貴世ほか
- 色彩設計 - 小林照美、笛吹康二
- キャラクターデザイン・総作画監督 - 江口摩吏介
- メカニカルデザイン・メカニカル作画 - 今掛勇
- 音楽プロデューサー - 山田慎也
- 音響効果 - 糸川幸良
- 文芸ディレクター - 飯岡順一
- CG協力 - 株式会社セルシス
- DOLBY技術 - 森幹生、株式会社コンチネンタル・ファーイースト
- 現像 - 東京現像所
- 担当プロデューサー - 小沢十光
- プロデューサー - 前田伸一郎、松元理人
- モンキー・パンチ応援団 - いがらしゆみこ、石ノ森章太郎、里中満智子、竹宮恵子、ちばてつや、寺沢武一、永井豪、弘兼憲史、北条司、水島新司、矢口高雄
- 製作委員会メンバー - 日本テレビ放送網、バップ、日本テレビ音楽、日本テレビビデオ、日本テレビサービス、キョクイチ
- アニメーション制作 - キョクイチ東京ムービー
- 配給 - 東宝
- 製作 - 「ルパン三世」製作委員会

## 主題歌
「Damageの甘い罠」
作詞 - 松井五郎 / 作曲 - KIYOSHI / 編曲 - KAZZ&media youth / 歌 - media youth

## テレビ放送
- 基本的に日本テレビ系列の映画番組（主に『金曜ロードSHOW!』）で放送された日を記載。
- 4回目の放送は2019年4月11日に死去したモンキー・パンチの追悼としてBS日テレの日曜ロードSHOW!で放送。

| 回数 | 放送局     | 番組名           | 放送日         | 備考 |
| ---- | ---------- | ---------------- | -------------- | ---- |
| 1    | 日本テレビ | 金曜ロードショー | 1998年3月27日  |      |
| 2    | 日本テレビ | 金曜ロードショー | 2007年12月28日 |      |
| 3    | 日本テレビ | 金曜ロードショー | 2011年4月29日  |      |
| 4    | BS日テレ   | 日曜ロードSHOW!  | 2019年5月26日  |      |